# Poésie visuelle
Ne doit pas être confondu avec Poésie graphique.

Calligramme de Guillaume Apollinaire, Mandoline œillet bambou.

La poésie visuelle se distingue de la poésie graphique ou typographique en ce sens où elle utilise le poème comme forme.
Elle prend véritablement naissance avec les calligrammes de Guillaume Apollinaire de 1918 et rebondit notamment avec le Spatialisme de Pierre Garnier. Des poètes tels qu'Henri Chopin, Pierre et Ilse Garnier, Eugen Gomringer, Giovanni Fontana (it), Joan Brossa, Jérôme Peignot, Eduard Ovčáček, Paulo Aquarone ou encore Josep Maria Junoy i Muns pratiquent la poésie visuelle.
Le poème visuel peut aussi quitter le poème et devenir uniquement un acte visuel[Par exemple ?].